# Perses (Sohn des Helios)
Perses (altgriechisch Πέρσης Pérsēs) ist in der griechischen Mythologie ein Sohn des Helios und der Perse bzw. Perseis.
Perses war der Bruder des Aietes, des Königs von Kolchis, sowie der Kirke und der Pasiphae. Nach dem Abzug der Argonauten aus Kolchis entmachtete er seinen königlichen Bruder, um selbst die Herrschaft ergreifen zu können. Laut Hyginus Mythographus erhielt er von einem Orakel die Warnung, dass ein Nachfahre von Aietes ihn umbringen werde. Dieses Orakel bewahrheitete sich später, denn Perses wurde entweder von seiner zurückgekehrten Nichte Medea getötet, die ihrem Vater Aietes seinen rechtmäßigen Thron wiedergab, oder er starb nach einer anderen Version von der Hand des Medos, des Sohns der Medea.